# Gymnosporia polyacantha
Gymnosporia polyacantha är en benvedsväxtart. Gymnosporia polyacantha ingår i släktet Gymnosporia och familjen Celastraceae.

## Underarter
Arten delas in i följande underarter:
- G. p. polyacantha
- G. p. vacciniifolia

## Bildgalleri

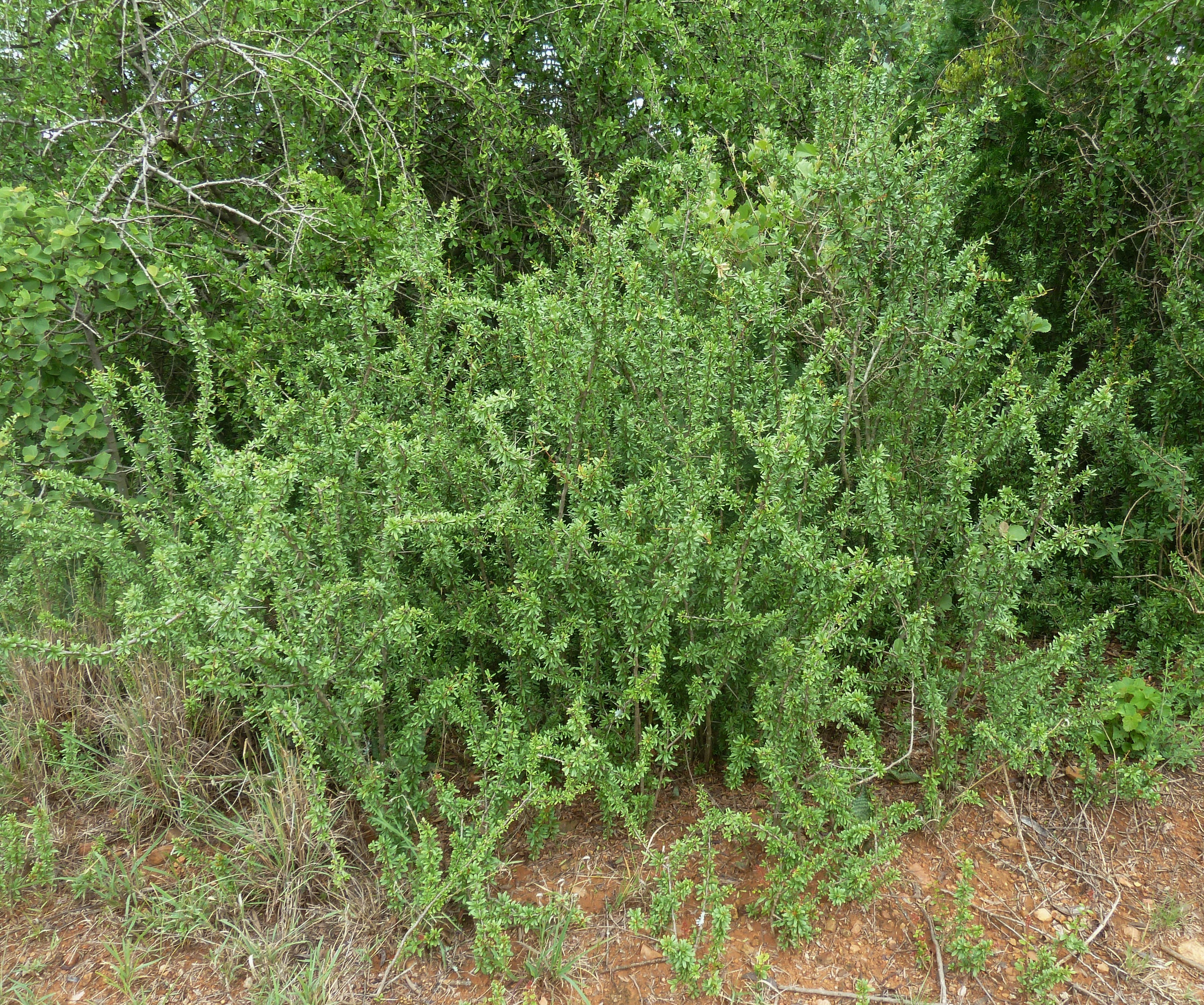
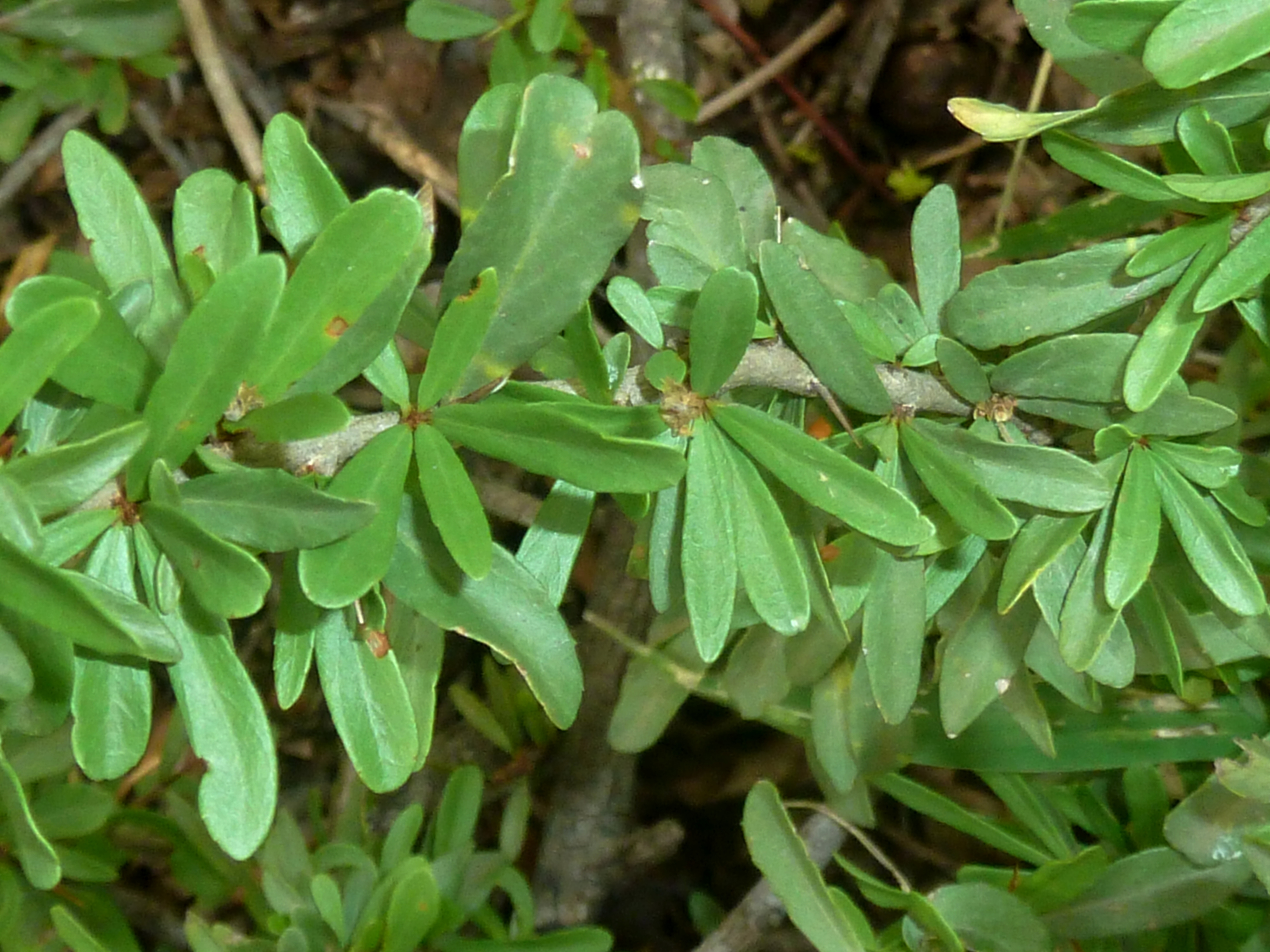